# Lippoldsweiler
Lippoldsweiler ist ein Pfarrdorf und seit 1971 ein Ortsteil der Gemeinde Auenwald im Rems-Murr-Kreis. Der Ort befindet sich auf 310 m ü. NN und liegt im Naturpark Schwäbisch-Fränkischer Wald.

## Geographie

### Gliederung der Altgemeinde
Bis zur Auflösung der Gemeinde 1971 gehörten zu Lippoldsweiler das gleichnamige Dorf, die Weiler Däfern, Hohnweiler und das Gehöft Sauerhof.
Auf dem Gebiet der Altgemeinde liegen die Wüstungen Badstuben, Däferner Sägmühle und Schnarrenberg.
Umliegende Ortschaften sind Rottmannsberg, Sechselberg, Ebersberg, Däfern, Hohnweiler, Bruch, Oberweissach und Unterbrüden (im Uhrzeigersinn).

## Geschichte

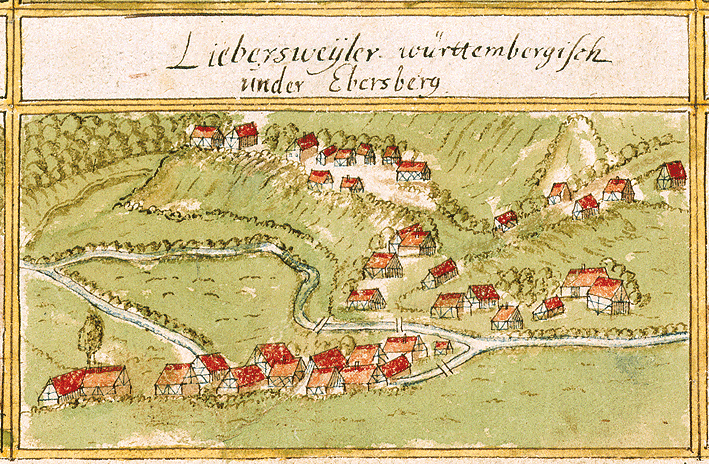
Lippoldsweiler als Liebersweyler 1686 aus den Forstlagerbüchern von Andreas Kieser

Der Hauptort Lippoldsweiler wurde 1498 erstmals als Lupoltswyler erwähnt. Weitere historische Namensformen waren Lipoltzwyler (1528) und Liebersweyler (1685). Der Name geht auf einen Mann namens Luitpold zurück, der wahrscheinlich der Gründer oder Grundherr der Siedlung war. An die Wüstung Badstuben bei Lippoldsweiler erinnert heute noch die Badstraße.
Der Ortsteil Hohnweiler scheint etwas älter als Lippoldsweiler zu sein, denn der Ort erscheint 1426 als Heinwiler. Möglicherweise geht der Ortsname auf einen Personennamen zurück, eventuell auf Heinrich. Dafür spricht auch, dass Hohnweiler nicht auf einer Höhe liegt, sondern in einem Tal. Weitere Urkunden nennen den Ort Homwyler (1536) und Hanweyler (1685). Erst 1702 wurde der Ort Hohnweiler genannt. Bei Hohnweiler lag das abgegangene Schnarrenberg.
Der Ortsname Däfern ist auf das lateinische Wort für Gasthaus („taberna“) zurückzuführen. Der Ortsname kommt auch andernorts vor, zum Beispiel Tawern, Bergzabern, Rheinzabern, Zabern. Alle diese Städte gingen aus römischen Siedlungen hervor. In der Antike konnte das Wort taberna auch noch andere Bedeutungen haben, zum Beispiel Hütte, Laden oder Werkstätte. Die Schreibweise des Ortsnamens Däfern wechselte in den Urbaren häufig (Tefern, Teffern, Deffern, Täfern, Teffers). Falls Däfern aus einer römischen Siedlung hervorgegangen ist, wäre der Ortsname ein Beweis für eine Anwesenheit gallorömischer Bevölkerung auch nach dem Limesfall. Die Däferner Sägmühle stand in der Tänisklinge südöstlich des Orts. Sie ging im 19. Jahrhundert ab.
Lippoldsweiler war einst ein Weinbauort, jedoch hatte der Weinbau gegen Ende des 19. Jahrhunderts keine große Bedeutung mehr. Auf den Morgen kamen etwa 2800 Weinstöcke, die in niederen Lagen den Winter über bezogen wurden. Angepflanzt wurde hauptsächlich Silvaner und Trollinger. Der Wein wurde hauptsächlich nach Schwäbisch Gmünd, Backnang, Murrhardt und Sulzbach an der Murr verkauft. Spätestens mit dem Ersten Weltkrieg ist der Weinbau verschwunden.
Lippoldsweiler und Hohnweiler gehörten zum Unteramt Ebersberg im Oberamt Backnang und seit 1938 zum Landkreis Backnang.
Im letzten Kriegsjahr 1945 wurde Lippoldsweiler am 20. April von Einheiten des 397. Regiments der 100. Infanteriedivision der US-Armee gegen 13 Uhr kampflos eingenommen.

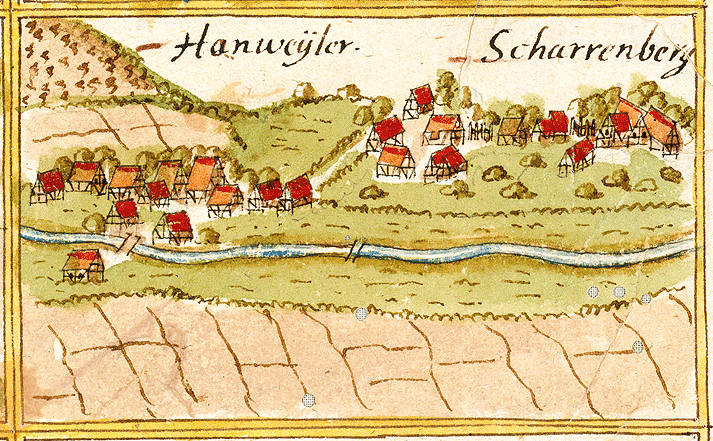
Hohnweiler (Hanweyler) und Schnarrenberg

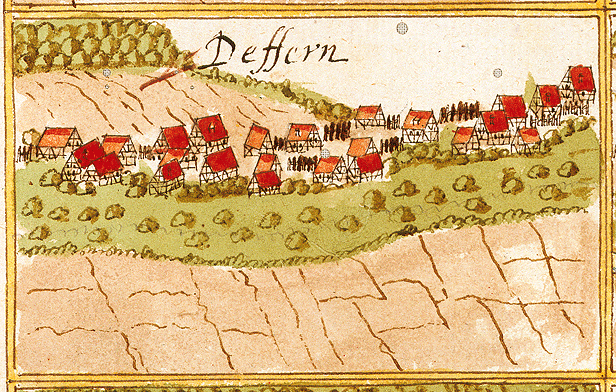
Däfern (Deffern) am Ende des 17. Jahrhunderts

Zur Gemeinde Lippoldsweiler gehörten vor der Gebietsreform in Baden-Württemberg das Dorf Lippoldsweiler, die Weiler Däfern und Hohnweiler und das Gehöft Sauerhof. Am 1. Januar 1971 wurde die Gemeinde Ebersberg mit dem Dorf Ebersberg und dem Schloss Ebersberg nach Lippoldsweiler eingemeindet. Am 1. Juli 1971 erfolgte die Vereinigung der Gemeinde Lippoldsweiler mit den Gemeinden Oberbrüden und Unterbrüden zur neuen Gemeinde Auenwald. Vor dem 1. Januar 1971 hatte die Gemeinde eine Fläche von 5,47 km².

### Einwohnerentwicklung
- 1626: 178[8]
- 1641: 28[8]
- 1654: 39[8]
- 1684: 99[9]
- 1692: 137[9]
- 1810: 251[10]
- 1870: 856[11]
- 1877: 346 (846 Einwohner mit Hohnweiler und Sauerhof, davon 8 Katholiken)[12]
- 1896: 814 (davon 11 Katholiken)[13]
- 1939: 665[11]
- 1950: 923[11]
- 1961: 1095[11]
- 1971: 1356[11]
- 1981: 1978[11]
- 1989: 2169[11]
- 1991: 2273[11]
- 1992: 2287[11]
- 1995: 2375[11]
- 2008: 2360[14]

## Politik

### Schultheißen und Bürgermeister
Die Schultheißen waren zumeist wohlhabende Landwirte, die man umgangssprachlich auch Bauraschultes (Bauernschultes) nannte. Erst 1930 wurde in Württemberg die Amtsbezeichnung Schultheiß für den Ortsvorsteher durch Bürgermeister ersetzt.
- 1810: Matthäus Schneider[10]
- 1815: Adam Erb[15]
- 1826–1829: Grün[16]
- 1829–1843: Stark[16]
- 1843–1854: Degele[16]
- 1854–1879: Georg Adam Mayer[16]
- 1879–1906: Christian Gottlieb Heyd[16]
- 1906–1922: Jakob Föll[16]
- 1922: Gottlieb Laurösch (Amtsverweser)[16]
- 1922–1937: Gottlob Baumann[16]
- 1938: Wilhelm Schiefer (kommissarisch)[16]
- 1938–1942: Karl Weckert[16]
- 1942–1944: Hugo Schaufler[16]
- 1945–1964: Wilhelm Schiefer[16]
- 1964–1965: Eugen Schramm (kommissarisch)[16]
- 1965–1971: Walter Schmitt[16][17]

### Wappen und Flagge

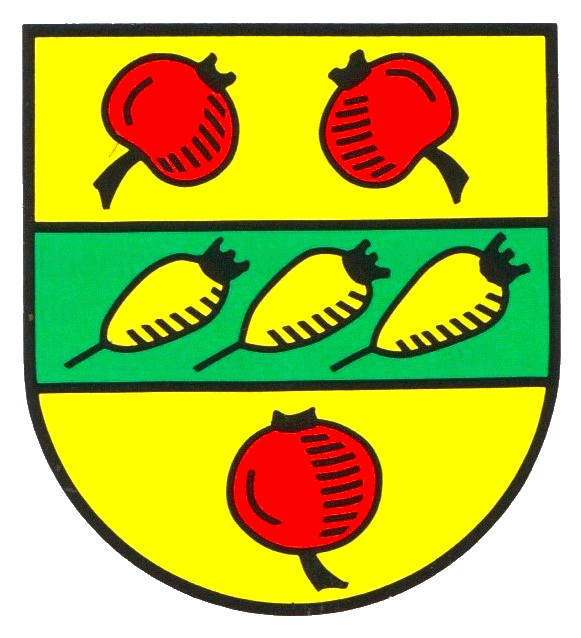
Ehemaliges Wappen von Lippoldsweiler

Blasonierung: Auf goldenem (Gelben) Grund mittig ein grüner Balken, belegt mit drei goldenen (gelben) Birnen, begleitet von drei (2:1) roten Äpfeln.
Die Farben der Gemeinde waren Gold-Rot (dargestellt als Gelb-Rot).
Mit der Auflösung der Gemeinde Lippoldsweiler im Zuge der Gebietsreform 1971 ist das Wappen erloschen und wird nur noch von lokalen Bürgervereinen zur Traditionspflege genutzt.

## Religion

### Evangelische Lutherkirche
Seit der Einführung der Reformation in Altwürttemberg 1535 ist Lippoldsweiler evangelisch geprägt. Der Ort gehörte lange kirchlich zu Unterweissach. 1864 wurde das Dorf von Unterweissach abgetrennt und bildete zusammen mit Sechselberg eine selbstständige Kirchengemeinde. Die zunächst namenlose Kirche in Lippoldsweiler wurde 1879 nach Plänen des Oberamtsbaumeisters Christian Hämmerle an der Hauptstraße errichtet. Anlässlich des Reformationsjubiläums 2017 erhielt sie ihren heutigen Namen Lutherkriche.

### Neuapostolische Kirche
In Lippoldsweiler ist auch die Neuapostolische Kirche mit einem Bethaus vertreten.

## Persönlichkeiten

### Mit Lippoldsweiler verbundene Personen
- Horst Stuhlmann (1935–2024), Politiker (FDP)
- Franz Dinda (* 1983), Schauspieler, Autor und Künstler